# Persistenz (Informatik)
| QS-Informatik | Dieser Artikel wurde wegen inhaltlicher Mängel auf der Qualitätssicherungsseite der Redaktion Informatik eingetragen. Dies geschieht, um die Qualität der Artikel aus dem Themengebiet Informatik auf ein akzeptables Niveau zu bringen. Hilf mit, die inhaltlichen Mängel dieses Artikels zu beseitigen, und beteilige dich an der Diskussion! (+) Begründung: Zitat (Diskussion:Persistenz (Informatik)#Verworren): "Der Artikel ist in einem schlechten Zustand. Es findet sich keine verständliche Definition. Die Formulierungen sind unbeholfen. Viele Nebelbegriffe. Am Ende wird das ganze mit dem peinlichen Senf der Fachinformatiker "Java-Anwendungsentwicklung" zu gekleistert. Ohne schwere Eingriffe ist da nichts zu retten." |

Persistenz (über englisch persistence von ursprünglich lateinisch persistere „verharren, stehen bleiben“) bezeichnet in der Informatik die Fähigkeit von Computerprogrammen, Daten dauerhaft und unabhängig von der aktuellen Programmausführung zu speichern. Dabei werden Daten so gespeichert, dass sie auch nach einem Programmende oder Systemneustart wieder vollständig zur Verfügung stehen. 
Die technische Umsetzung erfolgt durch Speicherung in Datenbanken, Dateisystemen oder Konfigurationsdateien. Die Windows-Registry ist ein typisches Beispiel für eine solche persistente Speicherung von Systemeinstellungen. Softwareanwendungen nutzen ähnliche Mechanismen, um Benutzereinstellungen und Arbeitsstände zu sichern.
Persistenz gewährleistet Datenkontinuität und Zuverlässigkeit. Sie schützt vor Informationsverlust bei Systemabbrüchen und ermöglicht die Wiederaufnahme von Arbeitsprozessen. Ein konkretes Anwendungsbeispiel ist das Speichern von Daten vor dem Programmende, sodass beim nächsten Start Informationen wie Spielstände, Anwendungskonfigurationen oder Geschäftsprozessdaten wiederhergestellt werden können. Es handelt sich also um sehr grundlegende Anforderungen, um die Kontinuität, Zuverlässigkeit und Verfügbarkeit von Informationen in einer digitalen Welt zu gewährleisten.

## Persistenz bei objektorientierten Programmen
Die Implementierung von Persistenz in objektorientierten Programmen spielt eine entscheidende Rolle, um den Zustand von Objekten über verschiedene Programmläufe hinweg zu bewahren. Diese wichtige Funktionalität ermöglicht es, die Daten von Objekten dauerhaft zu speichern und wiederherzustellen, selbst nachdem das Programm beendet wurde oder der Computer neu gestartet wurde. Diese Eigenschaft ist von besonderer Bedeutung, da sie die Fähigkeit schafft, essentielle Informationen und Daten zu behalten und wiederzuverwenden, was die Entwicklung vieler Anwendungen erheblich verbessert.
Ein Hauptgrund für die Notwendigkeit von Persistenz liegt in der Erfordernis, den Zustand von Objekten über Programmläufe hinweg zu bewahren. In vielen Anwendungen der objektorientierten Programmierung ist es unerlässlich, dass bestimmte Daten und Informationen auch nach Beendigung des Programms weiterhin vorhanden sind. Beispielsweise könnte in einem Anwendungsfall, in dem Aufgabenverwaltung betrieben wird, die Fähigkeit, den Status von Aufgaben, Benutzern und Projekten zu speichern, sicherstellen, dass diese Informationen nicht verloren gehen, wenn das Programm geschlossen wird.
Die Implementierung von Persistenz kann auf verschiedene Weisen erfolgen. Eine gängige Methode ist die Nutzung von Datenbanken. Hierbei werden Objekte und ihre Attribute in Datenbanktabellen gespeichert. Diese Methode ermöglicht eine strukturierte Speicherung und effiziente Abfrage von Daten. Alternativ können Objekte in Dateien serialisiert und deserialisiert werden, um ihren Zustand zu erhalten. ORM (Object-Relational Mapping) Frameworks wie Hibernate in Java oder Entity Framework in .NET bieten Abstraktionen, die die Verwaltung von Persistenz erleichtern, indem sie Objekte automatisch mit Datenbanktabellen synchronisieren.
Trotz der Vorteile, die Persistenz bietet, ergeben sich auch einige Herausforderungen bei der Implementierung. Die Datenintegrität und -konsistenz müssen gewährleistet sein, um inkonsistente Speicherung und Beschädigung von Daten zu verhindern. Transaktionskonzepte helfen dabei, diese Herausforderungen zu bewältigen, indem sie sicherstellen, dass Datenbankoperationen entweder vollständig oder überhaupt nicht ausgeführt werden.
Die Integration von Persistenz in objektorientierten Programmen bietet zahlreiche Vorteile. Sie ermöglicht die Wiederverwendung von Daten über verschiedene Sitzungen hinweg, was die Benutzerfreundlichkeit und Effizienz erhöht. Zudem unterstützt sie die Schaffung von Anwendungen mit anhaltender Datenintegrität, was besonders in Bereichen wie Finanzwesen, Gesundheitswesen und E-Commerce von Bedeutung ist.
Mit dem Fortschritt von Cloud-Computing und verteilten Systemen gewinnt die Persistenz in objektorientierten Programmen weiter an Bedeutung. Die Möglichkeit, Daten über verschiedene Geräte und Standorte hinweg zu speichern und zu synchronisieren, eröffnet neue Möglichkeiten für die Entwicklung vielfältiger Anwendungen.

## Persistenz in einer bestehenden Laufzeitumgebung
In der Welt der objektorientierten Programmierung gibt es zwei grundlegende Ansätze, um Persistenz zu implementieren: containerbasierte Persistenz und komponentenbasierte Persistenz. Diese Ansätze definieren, wie Daten in einer Laufzeitumgebung gespeichert und wiederhergestellt werden.
Die containerbasierte Persistenz legt die Verantwortung des Speicherns und Wiederherstellens von Daten in die Hände der Laufzeitumgebung, wie beispielsweise eines Anwendungsservers. Dies bedeutet, dass Entwickler sich weniger um die Details der Datenpersistenz kümmern müssen, da die Laufzeitumgebung die Aufgabe des Datenmanagements übernimmt.
Im Gegensatz dazu liegt bei der komponentenbasierten Persistenz die Verantwortung, Daten zu speichern und wiederherzustellen, direkt bei der einzelnen Komponente. Das bedeutet, dass die Programmierer für das Management der Daten selbst zuständig sind und die notwendigen Mechanismen implementieren müssen, um die Persistenz sicherzustellen.
In Java-Entwicklungsumgebungen, insbesondere ab der Java Platform, Enterprise Edition 5, werden für die containerbasierte Persistenz Enterprise JavaBeans (EJBs) verwendet. Diese Komponenten werden mit Annotations wie „@Entity“ gekennzeichnet, um anzuzeigen, welche Klassen persistiert werden sollen. Dies ermöglicht es, dass die Laufzeitumgebung die Speicherung und Wiederherstellung der Daten automatisch übernimmt.
Die Wahl zwischen containerbasierter und komponentenbasierter Persistenz hängt von den Anforderungen und der Komplexität des Projekts ab. Während die containerbasierte Persistenz Entwicklern die Arbeit erleichtert, indem sie viele Details abstrahiert, bietet die komponentenbasierte Variante mehr Kontrolle und Flexibilität über den Persistenzprozess.